# グリーンクロスインターナショナル
グリーンクロスインターナショナル（Green Cross International）は1992年に開催された地球サミットを契機に翌93年に設立された国際環境保護団体。設立者はノーベル平和賞を受賞したミハイル・ゴルバチョフである。